# Guénè
Guénè är ett arrondissement i kommunen Malanville i Benin. Den hade 25 206 invånare år 2002.